# Ala Kusreik Ya Universidad Misak
Universidade Misak Ala Kusreik Ya é uma instituição educacional indígena de nível superior autônoma, criada pelos Misak, no ano de 2010. Está localizada em território Misak, na aldeia de Santiago, no município de Silvia, no departamento colombiano de Cauca.

## História
Nos anos de 1970, foi criado o Conselho Regional Indígena de Cauca (CRIC) que começou um processo de recuperação de terras indígenas em Cauca e, amparado por lei, dando autonomia para a educação básica, média e superior do reconhecimento da cultura indígena.
Em dezembro de 2010, foi inaugurada a universidade, com a finalidade de garantir a sobrevivência da cultura Misak e sem se isolar dos problemas globais, ministrando conteúdos baseados nos 4 princípios sobre o conhecimento Misakː Mɵrɵp (ouvir), Aship (ver), Isup (pensar) e Marɵp (fazer).

## Ingresso
O ingresso é mediante a aprovação da comunidade em que vive o estudante, não é necessário ser indígena. É aceito a transferência de estudantes de outras universidades indígenas.

## Conteúdo curricular
São 5 anos de estudos, com um fundamento ministrado por ano.
- Primeiro anoː Dever e Direito Maior - conhecimentos sobre o dever de cuidar e proteger a natureza e seus espíritos; aos legados ancestrais; e direito ao território.[1]
- Segundo anoː Administração própria - conhecimentos sobre como planejar, administrar e executar projetos conforme sua visão de mundo. Neste período, os estudantes ganharão experiência trabalhando com a comunidade, interagindo com o conselho, com os tatas e com o cultivo.[1]
- Terceiro anoː Economia própria (Parөsөtө) - conhecimentos sobre o sistema econômico mundial e comparações com a forma como os anciões administravam a economia. Neste período os estudantes farão o trabalho de investigação e diagnóstico orientados por professores externos.[1][2]
- Quanto anoː Organização sociopolítica - conhecimentos sobre como garantir os deveres e direitos a partir de sua visão de mundo; aprofundamento da ancestralidade, através da kampawam (escrita ancestral); e história política Misak. Neste período os estudantes irão estruturar e organizar o trabalho de licenciatura.[1][2]
- Quinto anoː Período de aprofundamento do trabalho de licenciatura. O trabalho deverá ser apresentado na língua materna e em espanhol.[1]

## Arquitetura
A arquitetura circular do edifício foi inspirada em um dos símbolos Misak, o chapéu Pandeiro, Kuarimpoto ou Tampal Kuari. Na parte interna do edifício, no centro, está o Nakchak (fogão), onde os alunos e visitantes sentam ao redor para dialogar, como é de costume Misak, as famílias se reúnem ao redor do fogão para conversar. Ainda no centro, foi pintado uma espiral, que na cultura Misak representa o eterno retorno. As salas de aulas estão localizadas ao entorno do centro.